# Župnija Kamna Gorica
Župnija Kamna Gorica je rimskokatoliška teritorialna župnija Dekanije Radovljica Nadškofije Ljubljana.